# Women’s Premier Ice Hockey League 1986/87
Die Saison 1986/87 war die fünfte Austragung der höchsten englischen Fraueneishockeyliga, der Women's English League. Die Ligadurchführung erfolgt durch die English Ice Hockey Association, den englischen Verband unter dem Dach des britischen Eishockeyverbandes Ice Hockey UK. Der Sieger erhielt den Chairman’s Cup.

## Modus
Es spielten alle Mannschaften eine einfache Runde mit Hin- und Rückspiel. Es gab keinen Absteiger.

## Abschlusstabelle
| Platz | Mannschaft             | Spiele | S  | U | N  | Tore   | Punkte |
| ----- | ---------------------- | ------ | -- | - | -- | ------ | ------ |
| 1.    | Oxford University      | 12     | 12 | 0 | 0  | 56:08  | 24     |
| 2.    | Streatham Strikers (M) | 12     | 9  | 0 | 3  | 50:016 | 18     |
| 3.    | Peterborough Ravens    | 12     | 8  | 0 | 4  | 81:021 | 16     |
| 4.    | Solihull Vixens        | 12     | 6  | 0 | 6  | 42:040 | 12     |
| 5.    | Oxford City Rockets    | 12     | 5  | 0 | 7  | 32:035 | 10     |
| 6.    | Brighton Amazons       | 12     | 2  | 0 | 10 | 8:043  | 4      |
| 7.    | Cambridge University   | 12     | 0  | 0 | 12 | 01:107 | 0      |

## Beste Scorerinnen
| Spieler          | Mannschaft          | Spiele | Tore | Assists | Punkte | Straf- minuten |
| ---------------- | ------------------- | ------ | ---- | ------- | ------ | -------------- |
| Kim Strongman    | Peterborough Ravens | 12     | 30   | 14      | 44     | 0              |
| Caroline Coleman | Oxford University   | 12     | 21   | 9       | 30     | 2              |
| Nancy Hogg       | Peterborough Ravens | 9      | 14   | 8       | 22     | 0              |
| Beth Able        | Oxford University   | 12     | 15   | 6       | 21     | 2              |
| Carol Smallman   | Peterborough Ravens | 11     | 9    | 10      | 19     | 2              |
| Yvonne Geffries  | Solihull Vixens     | 12     | 10   | 8       | 18     | 2              |
| Marion Wilson    | Solihull Vixens     | 12     | 15   | 2       | 17     | 4              |

## Beste Torhüterinnen
| Spieler      | Mannschaft          | Sp | Min | SaT | GT | GTS  | SO |
| ------------ | ------------------- | -- | --- | --- | -- | ---- | -- |
| Emma Seconde | Streatham Strikers  | 8  | 320 | 60  | 8  | 1,50 | 2  |
| Kay Dibling  | Peterborough Ravens | 10 | 400 | 64  | 16 | 2,40 | 1  |
| Emma Bowles  | Oxford City         | 12 | 480 | 212 | 35 | 4,37 | 2  |